# Березовий гай (Харківська область)
Бере́зовий Гай (Мали́нівський) — ландшафтний заказник місцевого значення в Україні. Об'єкт природно-заповідного фонду Харківської області. 
Розташований на території Чугуївського та Зміївського районів Харківської області, на південь від міста Чугуїв, поруч з смт Малинівка. 
Площа 2257,1 га. Статус присвоєно згідно з рішенням облвиконкому від 03.12.1984 року № 562. Межі змінені рішенням облвиконкому від 02.12.1991 року № 332, розпорядженням облдержадміністрації від 21.01.1997 року № 44, рішенням обласної ради від 29.01.2009 року № 1097-V. Перебуває у віданні ДП «Чугуєво-Бабчанське лісове господарство» (Малинівське л-во, Чугуївський район — 1477,1 га, кв. 16, 17, 18 (вид. 1—10, 12, 16—18), 19 (вид. 1—6, 8—11, 13—26), 26—30, 34—40, 43—50, 53—59, 62—68, 71, 73, 75—79, 83, 84, 92—96, 98, 101 (вид. 4), кв. 106 (вид. 1, 3, 9); Зміївський район — 780 га, кв. 14, 15, 20—25, 31, 33, 41, 42, 51, 52, 60, 61, 69, 70, 72, 74, 80—82, 85—88). 
Статус присвоєно для збереження типових ландшафтів борової надзаплавної тераси долини річки Сіверський Донець з дерново-підзолистими ґрунтами, борами, суборами.

## Галерея

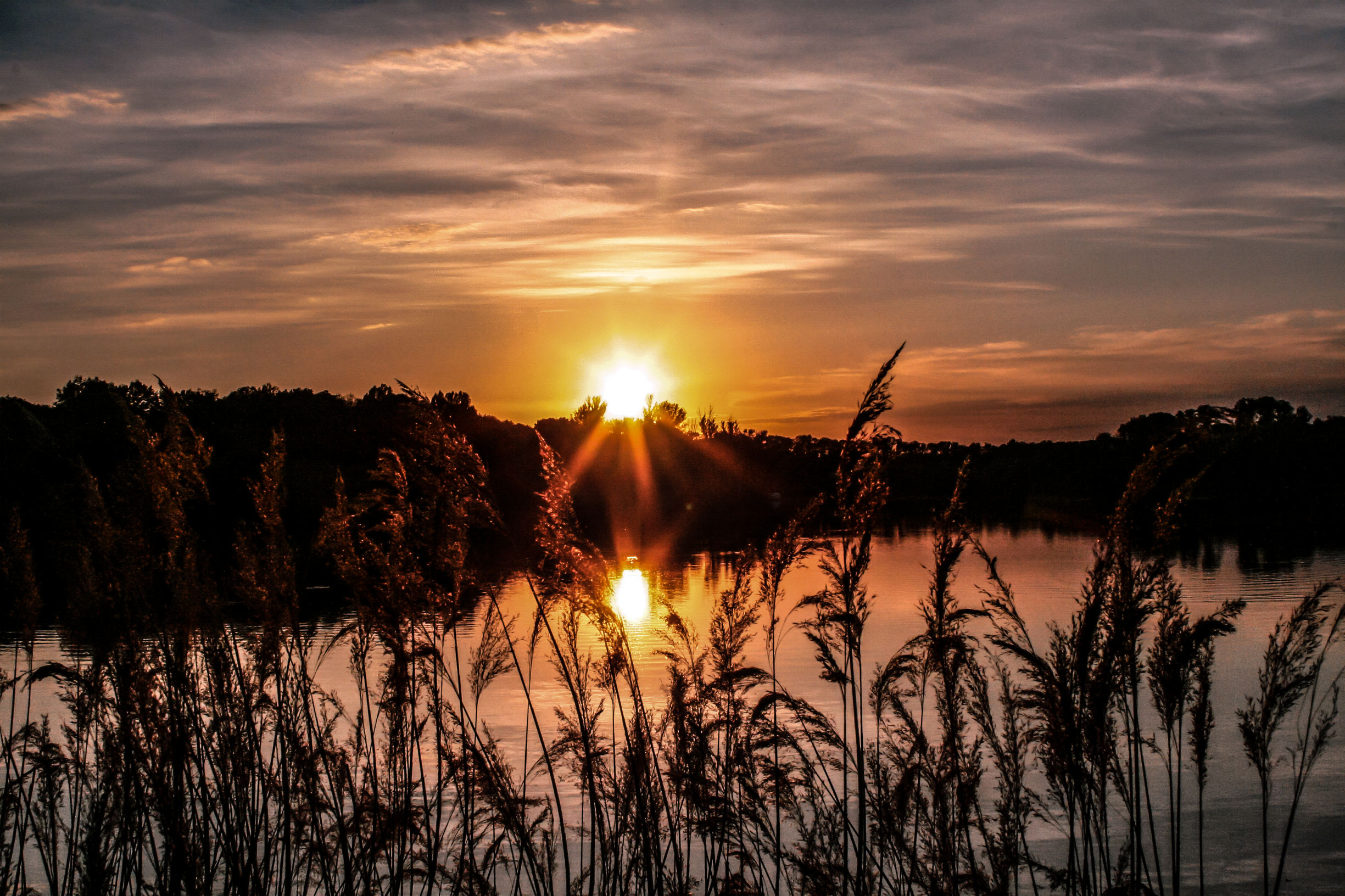
Захід сонця біля ставка
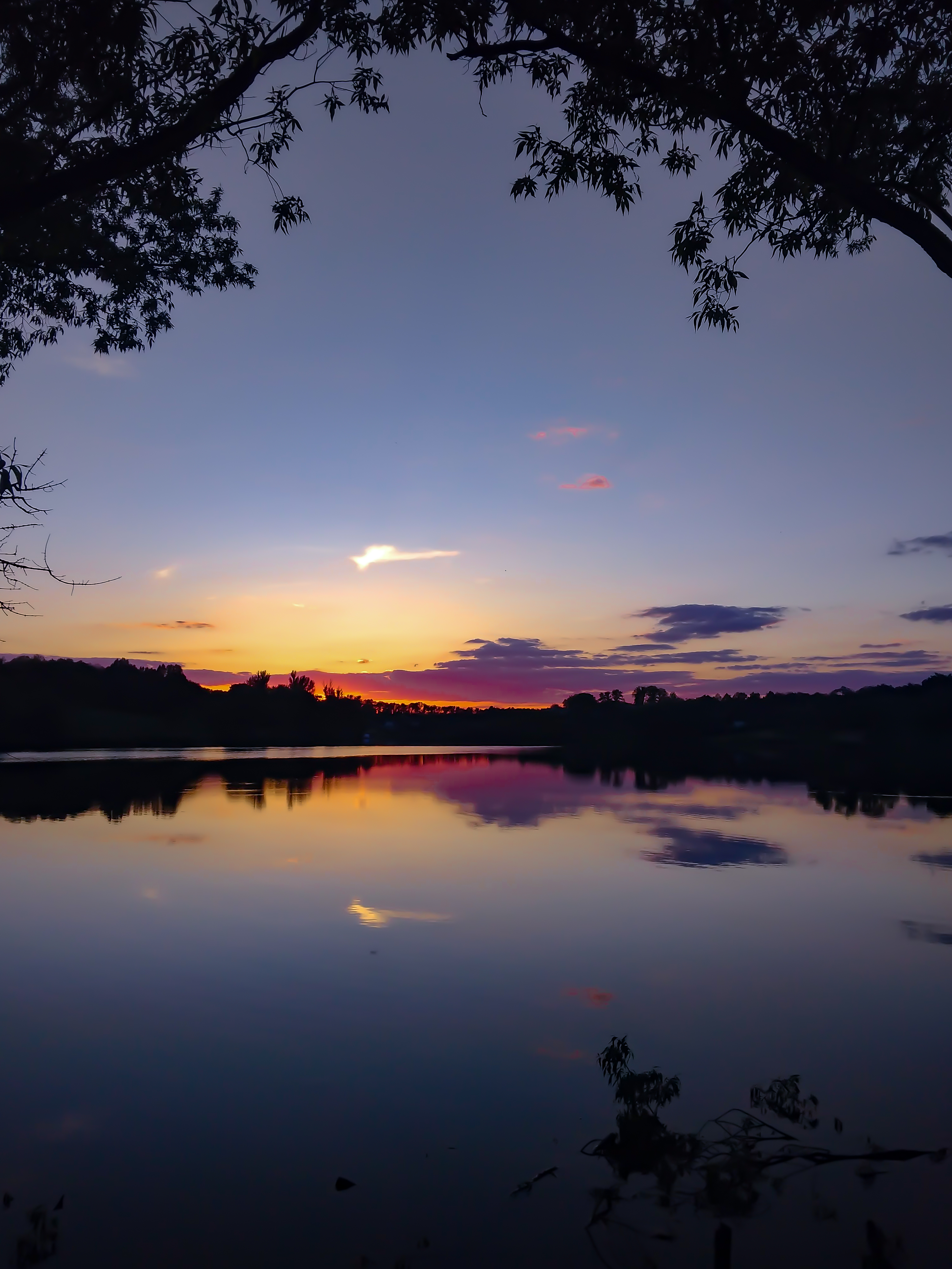
Десь далеко сонце
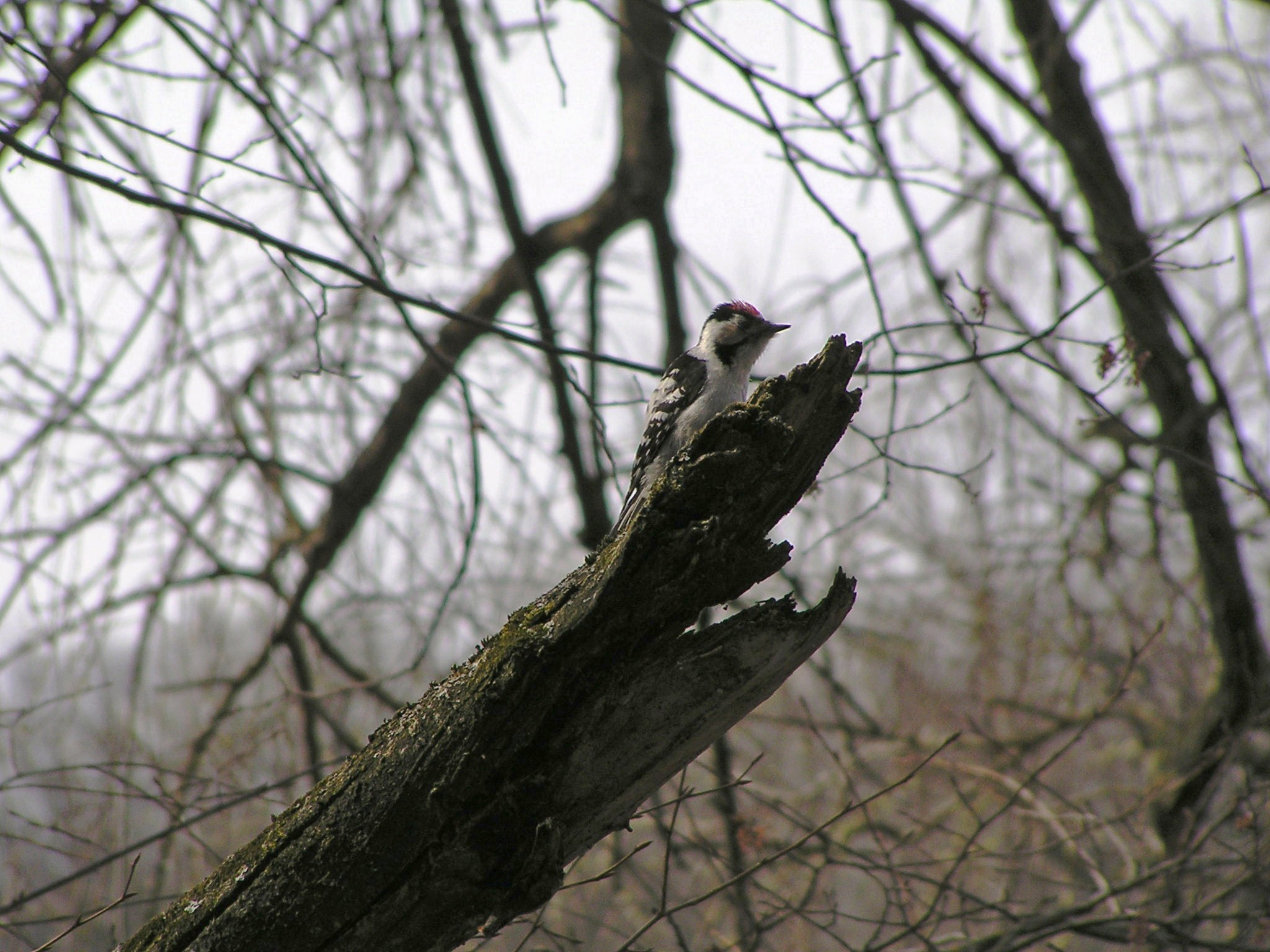
Дятел
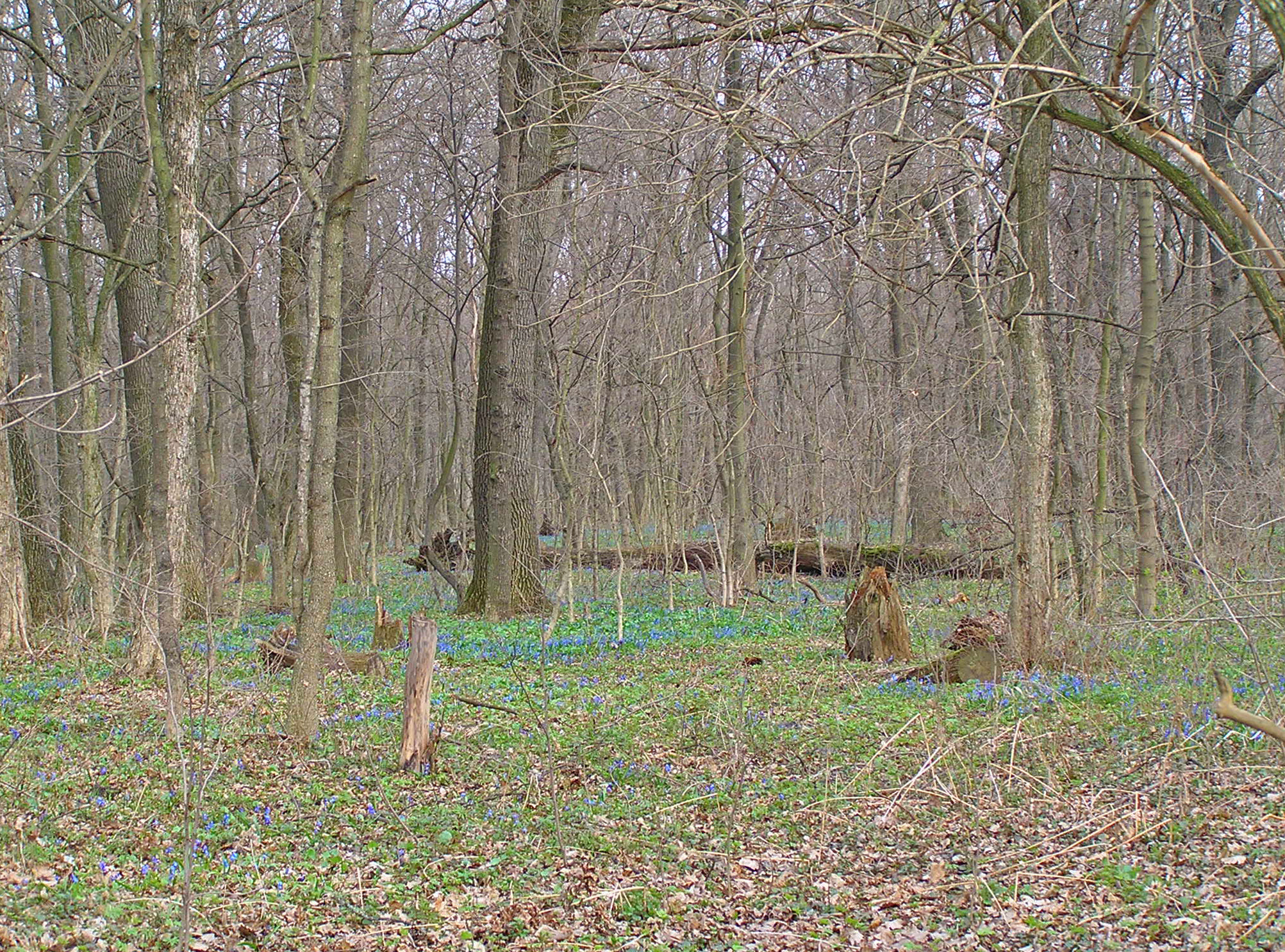
Проліски